# Julia Frezin
Julia Frezin (née à Lessines vers 1870 et morte à Bruxelles en 1950) est une peintre, sculptrice, chroniqueuse et romancière belge.

## Biographie
Née en 1870, fille du peintre Louis Frezin, Julia Frezin est élève du peintre Jean-François Portaels, elle expose aux salons de Bruxelles et d'Anvers en 1898. Julia Frezin est issue d'un milieu bourgeois chrétien, ayant reçu une éducation catholique, dotée de plusieurs talents, sculptrice, peintre, auteur de chroniques publiées dans le  « Tout Bruxelles », intitulées « Notes féminines ».
Après son mariage avec Gustave Vanzype, romancier et journaliste, et la naissance d'un premier enfant, elle se dédie quasi exclusivement à sa famille et ne participe plus guère au monde artistique.
En 1924, tardivement, ayant dépassé la cinquantaine, l’éducation de ses enfants terminée, elle publie un premier roman L'Intruse, elle écrit, dit-elle, pour « Tuer l’ennui de longs jours mornes ».
Une douzaine d'autres romans paraitront parmi lesquels La Chaine sans fin (1925), L'Envoutée (1928), En silence (1933), La Dime (1934), La Chimère ennemie (1936) — autoportrait en creux —  et La Flamme errante (1944),. Dans ses romans, Julia Frezin décrit une époque où la femme vivait dans la sphère domestique, liée à la famille.
Pierre Van Den Dungen, dans une étude intitulée « Sur Julia Frezin. Épouse, mère « chrétienne » et artiste », note dans ces romans la primauté des caractères féminins qui se dévouent entièrement à l’époux et aux enfants, et chez lesquels prédomine une carrière, notamment artistique, sacrifiée au nom de la mission imposée aux femmes — chimère artistique contre devoir de l’espèce —. En effet la résignation et le renoncement animent la plupart des femmes dans les fictions de Frezin. Avant toute autre espérance, la femme doit accomplir ses « devoirs de mère ». Pour Françoise Chatelain, elle s'applique à peindre, dans un univers manichéen, des hommes et des héroïnes féminines marquées dès l'enfance par la fatalité ; indésirables, dominées par le sort, et pour lesquelles toute leur vie n'est que sacrifice et résignation.
Julia Frezin écrivit également quelques contes parus dans L’éventail, un recueil de contes, Ombres dans l'ombre, (Gand, 1940) ainsi que Souvenirs, des pages inédites, choisies et rassemblées par son mari Gustave Vanzype.